# Vigdarvatnet
Vigdarvatnet är en insjö i kommunerna Sveio i Vestland fylke och Haugesund i Rogaland fylke, i Norge.